# Johann Heinrich Schlüter
Johann Heinrich Schlüter (* 1669; † 29. September 1731 in Berlin) war ein deutscher Jurist und Bürgermeister in Berlin.

## Leben
Schlüter hatte ab 1699 in Berlin die Funktion eines Kurfürstlich-Brandenburgischen Kammergerichts- und Oberappellationsgerichtsadvokaten. 1717 wurde er Kammergerichtsrat, 1718 Geheimer Justiz- und Oberappellationsgerichtsrat und schließlich Tribunalsrat. Ab 1704 arbeitete er als Syndikus der Stadt Berlin.
Von 1712 bis 1730 war er Bürgermeister in Berlin, bis 1725 an der Spitze der Berliner Verwaltung und ab 1726 dem Stadtpräsidenten zugeordnet, der den Vorsitz im Magistrat übernommen hatte.
1710 wurde er zum ordentlichen Mitglied der Königlich Preußischen Sozietät der Wissenschaften gewählt. Er war seit 1717 Direktor der Historischen Klasse und zwischen 1718 und 1731 mehrmals Vizepräsident der Akademie.